# Alexandru Mățan
Alexandru Irinel Mățan (pronunciación en rumano: /alekˈsandru məˈt͡san/; Galați, 29 de agosto de 1999) es un futbolista profesional rumano que juega como centrocampista en el Panetolikos de la Superliga de Grecia.

## Trayectoria
Graduado de la academia de Viitorul Constanța, Mățan debutó en la primera división rumana el 6 de mayo de 2016, a los 16 años; entró como sustituto en la segunda parte de Ciprian Perju y logró convertir un tiro penal en el empate 3-3 contra el Dinamo de Bucarest.
El 6 de julio de 2019 jugó los 90 minutos completos de una victoria por 1-0 contra el CFR Cluj contando para la Supercupa României de la temporada. Luego fue cedido por una temporada al equipo de la liga FC Voluntari, por un total de 25 juegos y anotando un gol durante el período.
El 8 de marzo de 2021 se unió al Columbus Crew de la Major League Soccer en una transferencia por valor de aproximadamente 1,5 millones de euros. En esta competición jugó 34 partidos antes de volver a Rumania después de ser cedido en agosto de 2022 al Rapid de Bucarest, que tenía la opción de adquirirlo en propiedad a final de año.
Quedó libre al finalizar la temporada 2024 una vez expiró su contrato. Entonces se marchó a los Emiratos Árabes Unidos y en febrero de 2025 se unió al Dibba Al-Hisn S. C. El siguiente mes de agosto volvió a Europa para jugar en el Panetolikos.

## Selección nacional
Mățan marcó dos goles para la selección nacional sub-19 de Rumanía en la victoria por 4-0 sobre Serbia en el estadio Ilie Oană de Ploiești, el 21 de marzo de 2018.
En 2021 jugó con el equipo sub-21 en los tres partidos del Campeonato de Europa de la UEFA en una eventual salida de la fase de grupos. Contribuyó con el empate en la victoria 2-1 contra la anfitriona Hungría.

## Clubes
| Club                       | País           | Año       |
| -------------------------- | -------------- | --------- |
| F. C. Viitorul Constanța   | Rumania        | 2016-2021 |
| F. C. Voluntari (cedido)   | Rumania        | 2019-2020 |
| Columbus Crew              | Estados Unidos | 2021-2024 |
| Rapid de Bucarest (cedido) | Rumania        | 2022      |
| Dibba Al-Hisn S. C.        | EAU            | 2025      |
| Panetolikos                | Grecia         | 2025-     |

## Estadísticas

### Hat-tricks
| 1 | 14 de noviembre de 2017 | Pankritio, Heraclión      | Gibraltar sub-19 - Rumania sub-19      |  | 0 - 8 | Clasificación para el Campeonato Europeo Sub-19 2018 |
| 2 | 12 de octubre de 2024   | Lower.com Field, Columbus | Columbus Crew - New England Revolution |  | 4 - 0 | Major League Soccer 2024                             |

## Palmarés

### Títulos nacionales
| Título               | Club                     | País           | Año  |
| -------------------- | ------------------------ | -------------- | ---- |
| Liga I               | F. C. Viitorul Constanța | Rumania        | 2017 |
| Copa de Rumania      | F. C. Viitorul Constanța | Rumania        | 2019 |
| Supercopa de Rumania | F. C. Viitorul Constanța | Rumania        | 2019 |
| MLS Cup              | Columbus Crew            | Estados Unidos | 2023 |

### Títulos internacionales
| Título      | Club          | Sede           | Año  |
| ----------- | ------------- | -------------- | ---- |
| Leagues Cup | Columbus Crew | Estados Unidos | 2024 |